# ESC Holzkirchen
Der ESC Holzkirchen ist ein Eishockeyverein aus dem oberbayerischen Holzkirchen im Landkreis Miesbach, der in der Tradition der früher einmal an der zweithöchsten Spielklasse teilnehmenden des EHC Holzkirchen bzw. EC Holzkirchen steht. Die größten Erfolge des Vereins waren der Gewinn des Oberligapokals 1967 sowie die Deutsche Jugendmeisterschaft 1971.

## Geschichte
Am 26. Dezember 1933 fand am Holzkirchner Herdergarten das erste Eishockeyspiel statt. Erstmals im höherklassigen Ligenbereich erschien die Mannschaft des TSV Holzkirchen in der Saison 1961/62 in der damaligen drittklassigen Gruppenliga, der in der darauffolgenden Saison der Aufstieg gelang. In der zweitklassigen Oberliga 1963/64 trat die Mannschaft unter dem Namen EHC Holzkirchen bis zur Oberligasaison 1966/67 an, in der die Mannschaft den deutschen Oberligapokal gewann. In der Oberligasaison 1967/68 spielte die Mannschaft unter dem Namen TuS Holzkirchen, wobei nach der Saison der sportliche Abstieg in die Regionalliga erfolgte. Nach dem direkten Wiederaufstieg in die Oberliga 1969/70 wechselte erneut der Name der Mannschaft, die jetzt unter dem Namen EC Holzkirchen antrat, aber erneut in die Regionalliga abstieg. Obwohl eigentlich aus der Regionalliga sportlich abstiegen, konnte die Mannschaft durch Erweiterung der Regionalliga auch an der Saison Regionalliga 1971/72 teilnehmen. Auch nach der Saison 1972/73 konnte über diesen Weg die Spielklasse gehalten werden. Als zur Saison 1973/74 die 2. Bundesliga eingeführt wurde, blieb die Mannschaft des EC in der nunmehr drittklassigen Oberliga, aus der die Mannschaft freiwillig in die nun mehr viertklassige Regionalliga 1974/75 abstieg. Nach der Saison 1976/77 stieg die Mannschaft des EC in die Ligen des Bayerischen Eissportverbandes ab.

### Erfolge
| - Deutscher Oberliga-Pokalsieger 1967 - Deutscher Jugend-Meister 1971 - Aufstieg in die Oberliga/2. Liga 1963, 1969 - Südbayerischer-Meister (2. Liga) 1956 - Deutscher Gruppenliga-Meister (3. Liga) 1963 - Meister Regionalliga Süd (3. Liga) 1969 - Rekordmeister Bayerische Landesliga-Süd (8) | - Südbayerischer-Meister (3. Liga) 1959 - Bayerischer Kreisliga-Vizemeister (3. Liga) 1949 - Bayerischer Landesliga-Vizemeister 2004 - Südbayerischer Landesligameister 1994 - Bayerischer Landesliga-Vizemeister/Süd 1985, 1989, 1991, 2005, 2009 - Bayerischer Bezirksliga-Meister/Süd 2004, 2018 |  |

## Heute
Neben der Seniorenmannschaft des ESC Holzkirchen, die an der – sechstklassigen – Bezirksliga Bayern Süd teilnimmt und den sieben Nachwuchsmannschaften, gibt es unter dem Dach des ESC noch die Hobbymannschaft der Racers Holzkirchen, die am Geretsrieder Hobby-Cup teilnimmt. In der Saison 2003/04 wurde der ESC Meister der Bezirksliga Süd. Weitere Meisterschaften in der Landesliga Süd konnte der ESC in den Jahren 1979, 1981, 1994, 2006, 2007, 2008 einfahren.

## Das Hubertusstadion
Die Heimat der Mannschaften des ESC ist das offene Kunsteisstadion Holzkirchen, das vom Markt Holzkirchen verwaltet wird. Das Fassungsvermögen beträgt ca. 1.000 Stehplätze.